# Строката жаба корсиканська
Строката жаба корсиканська, круглоязикова жаба корсиканська (Discoglossus montalentii) — вид жаб родини круглоязикових (Discoglossidae).

## Назва
Вид Discoglossus montalentii названо на честь італійського біолога і генетика Джузеппе Монталенті (1904–1990).

## Поширення
Ендемік Корсики (Франція). Трапляється, в основному, в центральній частині острова, від півострова Кап-Корсе та міста Кальві на півночі до Порто-Веккіо на півдні. Зафіксований з місцевостей від рівня моря до 1900 м н. р. м. Вид відсутній на східних прибережних низовинах.

## Опис
Самці завдовжки 62,5 мм, самиці — 54,2 мм. Тіло міцне і має широку голову. Морда тупа, кінчик верхньої та нижньої щелепи майже на одному рівні. Четвертий палець ноги ширший на кінчику, ніж біля основи. Наразі відомі два різні варіанти кольорів. Один монохромний темно-коричневий, темно-сірий, червонуватий або червонувато-коричневий, інший — плямистий темно-коричневий. Край плям не світлий, поздовжня смуга відсутня. Часто на спині є світла пляма. Черево жовтувато-біле.